# Hydrophorus bovatus
Hydrophorus bovatus är en tvåvingeart som beskrevs av Hurley 1985. Hydrophorus bovatus ingår i släktet Hydrophorus och familjen styltflugor.
Artens utbredningsområde är Saskatchewan. Inga underarter finns listade i Catalogue of Life.